# Burnside (Kentucky)
Burnside és una població dels Estats Units a l'estat de Kentucky. Segons el cens del 2000 tenia 637 habitants.

## Demografia
Segons el cens del 2000, Burnside tenia 637 habitants, 287 habitatges, i 200 famílies. La densitat de població era de 146,4 habitants/km².
Dels 287 habitatges en un 23,3% hi vivien nens de menys de 18 anys, en un 59,2% hi vivien parelles casades, en un 8,4% dones solteres, i en un 30% no eren unitats familiars. En el 25,4% dels habitatges hi vivien persones soles el 10,5% de les quals corresponia a persones de 65 anys o més que vivien soles. El nombre mitjà de persones vivint en cada habitatge era de 2,22 i el nombre mitjà de persones que vivien en cada família era de 2,64.
Per edats la població es repartia de la següent manera: un 17,3% tenia menys de 18 anys, un 6% entre 18 i 24, un 22,8% entre 25 i 44, un 37% de 45 a 60 i un 17% 65 anys o més.
L'edat mediana era de 47 anys. Per cada 100 dones de 18 o més anys hi havia 91,6 homes.
La renda mediana per habitatge era de 30.781 $ i la renda mediana per família de 34.583 $. Els homes tenien una renda mediana de 25.556 $ mentre que les dones 19.375 $. La renda per capita de la població era de 20.339 $. Entorn de l'11,7% de les famílies i el 13,8% de la població estaven per davall del llindar de pobresa.

## Poblacions més properes
El següent diagrama mostra les poblacions més properes.